# Nesiomiris pallasatus
Nesiomiris pallasatus är en insektsart som beskrevs av Raymond J.Gagné 1997. Nesiomiris pallasatus ingår i släktet Nesiomiris och familjen ängsskinnbaggar. Inga underarter finns listade i Catalogue of Life.